# Taking Chances (canción)
«Taking Chances» es un sencillo de Celine Dion fue escrita por el compositor Kara DioGuardi y exmiembro de Eurythmics,y de Platinum Weird Dave Stewart. La canción fue lanzada originalmente en febrero de 2007, y más tarde hizo famosa una versión de Céline Dion, lanzado en septiembre de 2007.Fue interpretado en un episodio de Glee por la cantante Lea Michele.

## Versión de Celine Dion
«Taking Chances» fue interpretada por Celine Dion para su álbum Taking Chances., la canción fue lanzada en radio el 10 de septiembre de 2007 también fue lanzado como descarga digital el 18 de septiembre de 2007 en los Estados Unidos y Europa.Taking Chances fue lanzada el 24 de octubre de 2007 en Japón, entre el 25 de octubre y el 12 de noviembre de 2007 en Europa y el 3 de noviembre de 2007 en Australia y Nueva Zelanda.
Dion grabó la versión el 7 de abril de 2007 fue producido por John Shanks ganador de un Premio Grammy.
En 2008 la canción fue incluida en el álbum en vivo Taking Chances World Tour: The Concert.
La canción fue nominada en la categoría "Canción del año" en los Premios Juno. También fue votada entre las top 20 del género pop por
About.com.

## Canciones
| North American/European digital single 1. «Taking Chances» – 4:02 European CD single/digital single 1. «Taking Chances» – 4:02 2. «Map to My Heart» – 4:15 Japanese CD single 1. «Taking Chances» – 4:02 2. «To Love You More» (radio edit) – 4:42 Australian/European digital EP 1. «Taking Chances» – 4:02 2. «Map to My Heart» – 4:15 3. «Taking Chances» (I-Soul extended remix) – 7:32 Australian/European CD maxi single 1. «Taking Chances» – 4:02 2. «Map to My Heart» – 4:15 3. «Taking Chances» (I-Soul extended remix) – 7:32 4. «Taking Chances» (in-studio video) – 4:11 | French CD single/digital EP 1. «Taking Chances» – 4:02 2. «Immensité» – 3:35 3. «Map to My Heart» – 4:15 French digital EP 1. «Taking Chances» – 4:02 2. «Immensité» – 3:35 3. «Map to My Heart» – 4:15 4. «Taking Chances» (I-Soul extended remix) – 7:32 French CD maxi single 1. «Taking Chances» – 4:02 2. «Immensité» – 3:35 3. «Map to My Heart» – 4:15 4. «Taking Chances» (I-Soul extended remix) – 7:32 5. «Taking Chances» (in-studio video) – 4:11 |

## Video musical
El video musical de "Taking Chances" es simple, con la interpetaciones de Stewart y DioGuardi con una banda en blanco y negro. El video es del mismo estilo de los vídeos musicales de "Happiness" y "Will You Be Around".

## Lista de posiciones y certificaciones
| Listas (2007)                              | Mejor posiciones |
| ------------------------------------------ | ---------------- |
| Australian Singles Chart                   | 60               |
| Austrian Singles Chart                     | 12               |
| Belgian Flandres Ultratip Chart            | 4                |
| Belgian Wallonia Singles Chart             | 29               |
| Canadian Hot 100                           | 9                |
| Canadian Adult Contemporary Chart          | 1                |
| Canadian Hot Adult Contemporary Chart      | 38               |
| Danish Singles Chart                       | 3                |
| Dutch Singles Chart                        | 100              |
| European Singles Chart                     | 12               |
| French Singles Chart                       | 7                |
| German Singles Chart                       | 25               |
| Global Dance Chart                         | 30               |
| Irish Singles Chart                        | 32               |
| Italian Singles Chart                      | 5                |
| Norwegian Singles Chart                    | 16               |
| Swedish Singles Chart                      | 43               |
| Swiss Singles Chart                        | 5                |
| UK Singles Chart                           | 40               |
| US Billboard Hot 100                       | 54               |
| US Billboard Hot Adult Contemporary Tracks | 6                |
| US Billboard Hot Adult Top 40 Tracks       | 36               |
| US Billboard Hot Dance Club Play           | 1                |
| U.S. Billboard Pop 100                     | 35               |

| País   | Certificaciones |
| ------ | --------------- |
| Canadá | Gold            |